# کوروش بابایی
کوروش بابایی (زاده اردیبهشت ۱۳۵۰ آبادان) نوازنده کمانچه و آهنگساز اهل ایران و از جمله چهرهای شناخته شده در موسیقی ایرانی است.

## زندگی‌نامه
کوروش بابایی در اردیبهشت ماه سال ۱۳۵۰ در آبادان زاده شد. در ۸ سالگی به همدان مهاجرت کرد و از کودکی متوجه استعداد موسیقی خود شد و به تشویق اطرافیانش موسیقی را از کودکی آغاز کرد. او ساز ویلن را به صورت خودآموز آغاز کرد و پشتکار و علاقه فراوان نت خوانی و تیوری موسیقی را فرا کرفت. در شهر همدان به توصیه هنرمند فقید مسعود فریدونی ساز کمانچه را شروع کرد پس از مدتی در ۱۶ سالگی در گروه همدان به سرپرستی مسعود فریدونی، نوازنده کمانچه گروه بود. در همان سال‌ها گروه همدان در سومین جشنواره موسیقی فجر مقام اول گروه نوازی و موسیقی ایرانی را بدست آورد و این اولین موفقیت او در زمینه موسیقی جدی بود. وی در طول تحصیلات دانشگاهی در رشته طراحی گرافیک (در مقطع کارشناسی) به‌طور هموزمان دوره‌های آهنگسازی و ارکستراسیون را نیز نزد شهرام مظلومی، رضا روحانی، و دوره های آزاد آهنگسازی گذراند.

## فعالیت حرفه ای
کوروش بابایی در ۱۷ سالگی با اردشیر کامکار آشنا و ردیف و تکنیک‌های ظریف کمانچه را نزد ایشان آموخت. بعد از حدود یکسال اردشیر کامکار از او دعوت کرد تا در گروه عارف به سرپرستی یکی از بزرگان موسیقی ایرانی یعنی پرویز مشکاتیان فعالیت کند. همکاری بابایی و مشکاتیان سال‌ها ادامه داشت و در این مدت در تمامی اجراهای کنسرت و ضبط البوم‌های موسیقی همراه پرویز مشکاتیان بود و در ۲۳ سالگی بطور موازی با فرامز پایور نیز شروع به همراهی و همکاری کرد. از جمله کارهای او در این دوره ضبط آلبوم افشاری مرکب به خوانندگی ایرج بسطامی و سرپرستی پرویز مشکاتیان و آلبومهای مختلف دیگر به سرپرستی و آهنگسازی هنرمندان دیگر بوده است. او در این دوره پروژه‌های موسیقی مستقل از جمله همکاری در ارکستر شهریار فریوسفی در تلویزیون، پدارم درخشانی در گروه رومی، گروه دالاهو به سرپرستی مسعود حبیبی را نیز دنبال می‌کرد.
در سال ۱۳۸۳ با همکاری سامان احتشامی گروه شرقی را پایه گذاری کرد و هر ساله کنسرتهایی را در تالار وحدت به اجرا در آورد.
وی در دوره‌های مختلف همکار بزرگان موسیقی و گروه‌های دیگری همچون هوشنگ ظریف، محمد اسماعیلی، حسن ناهید، حسین فرهاد پور، کامکارها، محمد علی کیانی نژاد، جواد ضرابیان، کیوان ساکت، شهرام میرجلالی، جمشید محبی، مهرداد دلنوازی، سعید ثابت، بهزاد فروهری، کامبیز روشن روان، مسعود حبیبی، شهریار فریوسفی، عبدالنقی افشارنیا، جمشید عندلیبی، مجید درخشانی، محمود فرهمند، کریستف رضایی، پدرام درخشانی، سامان احتشامی، رضا روحانی، همایون نصیری و بسیاری از هنرمندان دیگر را در کارنامه داشته است.
او در دومین جشن سالانه موسیقی ما در بخش کارشناسی، نامزد دریافت عنوان بهترین نوازنده سال شده‌است. کوروش بابایی در طول این سالها همواره به آموزش موسیقی نیز پرداخته و شاگردان بسیاری را پرورش داده‌است.در سال ۲۰۱۶ به کانادا مهاجرت کرد و در طول این سال‌ها در اجراهای مستقل و گروهی بسیاری شرکت داشته. در سال ۲۰۱۸ گروه بدون مرز را با هدف تلفیق موسیقی سایر ملل (با موسیقی ایرانی) ایجاد کرد با این گروه و سایر گروه‌ها کنسرت‌های متعددی در سراسر دنیا برگزار کرده کرده‌است.
وی در سال ۱۳۹۶ داور جشنواره موسیقی فجر و جایزه باربد در دو رشته انتخاب بهترین آلبوم موسیقی ایرانی و همچنین انتخاب بهترین آلبوم موسیقی تلفیقی بوده‌است.

## همکاری با خوانندگان
کوروش بابایی در طول فعالیت حرفه‌ای با موسیقی‌دانان بزرگی از جمله شهرام ناظری، ایرج بسطامی، علیرضا افتخاری، علیرضا قربانی، مژگان شجریان، حمید رضا نوربخش، محمد منتشری، حسام الدین سراج، رضوی سروستانی، بهرام سارنگ، بهرام باجلان، علی رستمیان، آرمان گرشاسبی، محمد اصفهانی، سینا سرلک، بیژن کامکار، حامد نیکپی، فریبا داوودی، همکار بوده‌است.

## فعالیت‌ها
1. کسب مقام اول گروه نوازی سومین جشنواره موسیقی فجر به سرپرستی استاد مسعود فریدونی به همراه گروه همدان ۱۳۶۶
2. اعزام گروه منتخب سومین جشنواره موسیقی فجر از طرف وزارت ارشاد و فرهنگ و هنر به سرپرستی استاد مسعود فریدونی به کشورهای چین و کره جهت اجرای کنسرت ۱۳۶۷
3. ضبط آلبوم افشاری مرکب[۳] گروه عارف به سرپرستی استاد پرویز مشکاتیان خواننده ایرج بسطامی تهران ۱۳۶۹
4. کنسرت افشاری مرکب گروه عارف به سرپرستی استاد پرویز مشکاتیان خواننده ایرج بسطامی تالار وحدت تهران ۱۳۶۹
5. کنسرت گروه عارف به سرپرستی استاد پرویز مشکاتیان و خوانندگی ایرج بسطامی در کرمان ۱۳۷۰
6. کنسرت دانشجویی در دانشگاه هنر تهران ۱۳۷۱
7. ضبط آلبوم مقام صبر به همراه گروه عارف به سرپرستی استاد پرویز مشکاتیان و خوانندگی علیرضا افتخاری تهران ۱۳۷۲
8. کنسرت گروه عارف در نمایشگاه بین‌المللی تهران همایون و راست پنجگاه سرپرست استاد پرویز مشکاتیان خواننده ایرج بسطامی ۱۳۷۲
9. کنسرت موسیقی گروه بامشاد و محمد منتشری تهران ۱۳۷۲
10. کنسرت گروه استاد پایور و حمیدرضا نوربخش در تالار وحدت تهران ۱۳۷۳–۱۹۹۴-
11. ضبط آلبوم سروش بهار گروه استاد فرامرز پایور به خوانندگی بهرام باجلان تهران ۱۳۷۴
12. کنسرت گروه استاد فرامرز پایور و حمیدرضا نوربخش در حافظیه شیراز ۱۳۷۴
13. ضبط آلبوم افق مهر گروه عارف به سرپرستی استاد پرویز مشکاتیان خواننده ایرج بسطامی تهران ۱۳۷۴
14. کنسرت مستقل با دانشجویان دانشگاه هنر تهران ۱۳۷۴
15. کنسرت گروه استاد فرامرز پایور و بهرام سارنگ تالار وحدت تهران ۱۳۷۴
16. ضبط آلبوم ارغوان به سرپرستی استاد فرامرز پایور و خوانندگی علی رستمیان تهران ۱۳۷۵
17. تور کنسرت آمریکای جنوبی به همراه حمیدرضا نوربخش بهداد بابایی استاد حسن ناهید و محمود فرهمند در مکزیک آرژانتین اروگوئه شیلی برزیل ۱۹۹۵
18. کنسرت به همراه دانشجویان رشته موسیقی در تالار رودکی تهران ۱۳۷۵
19. ضبط آلبوم کنسرت ۷۶ گروه عارف به سرپرستی استاد پرویز مشکاتیان تهران -۱۹۹۷۱۳۷۶
20. ضبط آلبوم هفت سین آهنگ ساز استاد کامبیز روشن روان خواننده محمد اصفهانی تهران ۱۳۷۶
21. ضبط آلبوم وطن من به سرپرستی استاد پرویز مشکاتیان و خوانندگی ایرج بسطامی تهران ۱۳۷۶
22. کنسرت گروه مهرداد دلنوازی و استاد محمد اسماعیلی به خوانندگی بهرام سارنگ تهران تالار وحدت ۱۳۷۶
23. کنسرت گروه رومی به سرپرستی پدرام درخشانی تالار وحدت تهران ۱۳۷۷
24. کنسرت گروه رومی به سرپرستی پدرام درخشانی اصفهان ۱۳۷۸
25. کنسرت گروه عارف و استاد پرویز مشکاتیان اهواز ۱۳۷۹ – ۲۰۰۰
26. کنسرت گروه رومی به سرپرستی پدرام درخشانی تهران ۱۳۸۰–۲۰۰۱
27. کنسرت گروه بیدل و خوانندگی حسام الدین سراج آنکارا و استانبول ترکیه ۱۳۸۳–۲۰۰۴
28. کنسرت گروه شرقی همراه سامان احتشامی در تالار وحدت ۱۳۸۳–۲۰۰۴
29. کنسرت گروه بیدل به خوانندگی حسام الدین سراج فرانسه ۱۳۸۴–۲۰۰۴
30. کنسرت گروه بیدل به خوانندگی حسام الدین سراج اسپانیا ۱۳۸۵–۲۰۰۴
31. کنسرت گروه بیدل به خوانندگی حسام الدین سراج در تور اروپای شرقی اسلواکی بوسنی هرزگوین بلغارستان ۱۳۸۳–۲۰۰۴
32. کنسرت گروه شرقی همراه سامانه احتشامی در تالار وحدت ۱۳۸۵–۲۰۰۴
33. کنسرت گروه رومی با پدرام درخشانی و سینا سرلک در تالار وحدت تهران ۲۰۰۴
34. کنسرت گروه شرق به همراه علی بوستان پیام جهانبانی علی رحیمی درشن آنند در دبی ۲۰۰۵
35. کنسرت گروه رومی در دهلی نو هندوستان در فستیوال جهان خسرو ۲۰۰۶
36. کنسرت گروه بیدل خواننده حسام الدین سراج روسیه مسکو ۱۳۸۶–۲۰۰۷
37. آلبوم سکوت شکستنی از گروه آنسوی ماه رضا روحانی ۱۳۸۶–۲۰۰۷
38. کنسرت گروه آن سوی ما به سرپرستی رضا روحانی سالن شفق تهران ۱۳۸۶
39. کنسرت به همراه گروه بیدل و خوانندگی حسام الدین سراج در در سالن کنزینگتون لندن انگلیس ۱۳۸۶–۲۰۰۷
40. کنسرت به همراه گروه بیده و خوانندگی حسام الدین سراج در بیرمنگام انگلیس ۱۳۸۶–۲۰۰۷
41. کنسرت Afro Anatolian Tales تالار وحدت تهران ۲۰۰۹
42. کنسرت Afro Anatolian Tales شیراز ۲۰۰۹
43. کنسرت گروه بیدل و خوانندگی حسام الدین سراج در تونس ۱۳۸۹–۲۰۱۰
44. کنسرت گروه بیدل و به خوانندگی حسام الدین سراج در برلین فرانکفورت و کلن آلمان ۱۳۹۰
45. کنسرت با گروه Tarhana و هانا کامکار امستردام هلند ۲۰۱۱
46. پروژه کنسرت و ضبط آلبوم Silence of Garden آهنگساز Bjürn Mayer تهران ۱۳۹۰–۲۰۱۱
47. کنسرت گروه نور به سرپرستی کریستف رضایی 2012 France, Morocco), Fes Festival of World Sacred Music, Batha
48. کنسرت گروه شرقی به همراه سامان احتشامی و کیوان ساکت تهران تالار وحدت ۲۰۱۲[۷]
49. کنسرت در بخش موسیقی بین‌الملل موسیقی فجر به همراه Bjürn Mayer و Azita Hamidi تهران ۱۳۹۱–۲۰۱۲
50. کنسرت Silence of Garden در برن سوئیس ۱۳۹۲–۲۰۱۳
51. کنسرت گروه دالاهو هندوستان دهلی نو ۲۰۱۳
52. کنسرت گروه دارکوب در برج میلاد تهران ۲۰۱۳
53. کنسرت گروه دارکوب در تالار وحدت تهران ۲۰۱۳
54. کنسرت گروه نور به سرپرستی کریستف رضایی 2013 Switzerland, Contemporary Museum of Art, France), La Basilique Germany,
55. کنسرت گروه رومی به سرپرستی پدرام درخشانی آلمان کلن فستیوال ایران آوای امروز ۲۰۱۳
56. کنسرت گروه دارکوب در برج میلاد تهران ۲۰۱۴
57. کنسرت گروه نور به سرپرستی کریستف رضایی 2014 France
58. کنسرت گروه آن سوی ماه در شانگهای چین ۱۳۹۳–۲۰۱۴
59. نوازنده مهمان و سولیست کمانچه گروه چارتار برج میلاد تهران ۱۳۹۴ – ۲۰۱۵
60. کنسرت گروه نور به سرپرستی کریستف رضایی 2015 Jodhpur (India), World Sacred Music Festival Nagaur (India), World Sacred Music Festival Tehran (Iran), Niavaran Art Complex
61. داوری جایزه باربد انتخاب بهترین آلبوم‌های موسیقی سنتی سال ۹۴–۹۵ تهران
62. داوری جایزه باربد انتخاب بهترین آلبوم‌های موسیقی تلفیقی سال ۹۴–۹۵ تهران
63. ضبط آلبوم موسیقی کولیها همراه گروه آنسوی ماه تهران ۱۳۹۴–۲۰۱۵
64. نوازنده مهمان و سولیست کمانچه گروه چارتار شهرهای اصفهان شیراز تبریز ارومیه ۱۳۹۴–۲۰۱۵
65. موسیقی لوگوی جشن موزیک ما تهران ۱۳۹۴ ۲۰۱۵
66. کنسرت گروه بیدل و حسام الدین سراج اصفهان ۱۳۹۴. - ۲۰۱۵
67. ضبط موزیک ویدیو گروه رومی تهران ۱۳۹۴–۲۰۱۵
68. گروه بیدل و حسام الدین سراج برج میلاد تهران ۲۰۱۵
69. نوازنده مهمان و سولیست کمانچه گروه چارتار کرمانشاه ۱۳۹۵–۲۰۱۶
70. کنسرت گروه بیدل و حسام الدین سراج تالار وحدت تهران ۱۳۹۵. - ۲۰۱۶
71. سخنران و کارشناس نشست تخصصی کمانچه ارسباران تهران ۱۳۹۵–۲۰۱۶
72. سخنران و کارشناس نشست تخصصی کمانچه دانشگاه پلی تکنیک تهران ۱۳۹۵–۲۰۱۶
73. تور کنسرت حامد نیک‌پی تورنتو و مونترال۲۰۱۶
74. کنسرت گروه عندلیب تورنتو مونتریال و اتاوا کانادا ۲۰۱۶
75. کنسرت گروه دارکوب کیش ۲۰۱۶
76. کنسرت گروه بیدل و حسام الدین سراج اصفهان ۲۰۱۶
77. آلبوم غریبانه وطن یادبود استاد محمد رضا لطفی انتشار اردیبهشت ۱۴۰۱ تورنتو - آهنگساز
78. آلبوم خاطرات جوانی فروردین ۱۴۰۱ تورنتو - آهنگساز
79. مشارکت در پروژه کنسرت داستان نوروز در سن فرانسیسکو آمریکا ۱۴۰۱ آهنگساز و نوازنده
80. آلبوم «های گلم» خواننده فریبا داوودی تورنتو اسفند ۱۴۰۰ آهنگساز تنظیم نوازنده
81. آلبوم رهایی خواننده حامد نیک‌پی ۱۴۰۰ تورنتو آهنگساز تنظیم نوازنده
82. مشارکت در آلبوم صداها و پل‌ها از علیرضا قربانی آمریکا نوازنده
83. ضبط پروژه آلبوم «دل می‌رود» آهنگساز امین ریحانی تورنتو صدابردار نوازنده ۲۰۲۲
84. پروژه تیرگان نوروز ۱۴۰۰ گروه آوای شرقی تورنتو آهنگساز نوازنده
85. پروژه عبور از تاریکی آهنگساز رضا منبع چی تورنتو نوازنده
86. داور مسابقات لیگ جهانی موسیقی رشته کمانچه تورنتو ۱۴۰۰
87. آهنگسازی پادکست لیلی و مجنون تورنتو ۲۰۲۰
88. آهنگسازی پروژه بنی آدم کنسرت آنلاین تورنتو ۲۰۲۰
89. کنسرت در جشنواره موسیقی عرب مونترال کانادا نوازنده ۲۰۱۸
90. کنسرت با گروه عربیک ارکسترها تورنتو۲۰۲۲ ۲۰۲۰ و ۲۰۱۸
91. کنسرت مستقل گروه نواک تورنتو نوازنده ۲۰۱۹
92. پروژه نوروزنامه سال ۱۳۹۹ آهنگسازی نوازنده تورنتو
93. آلبوم یلدا نوش ویژه شب یلدا آهنگسازی و نوازندگی تورنتو ۲۰۲۰
94. ویرانه ام - تک‌ترانه نوازندگی کمانچه تورنتو ۲۰۲۰
95. نه آن تک آهنگ برای کمانچه و ارکستر آهنگسازی و نوازندگی تورنتو ۲۰۲۰
96. تیبا تک آهنگ برای چند کمانچه و تارهو آهنگسازی و نوازندگی ۲۰۱۹ تورنتو
97. کنسرت گروه آوای شرقی هالیفاکس کانادا سر بست گروه نوازنده ۲۰۱۹
98. تور کنسرت یلدا عباسی و گروه پاژ در کانادا تورنتو و مونترال ۲۰۱۹
99. اجرای موسیقی در تئاتر به کارگردانی محمد یعقوبی در تورنتو ۲۰۱۹
100. کنسرت گروه آوای شرقی در وینیپگ کانادا نوروز ۱۳۹۸ سرپرست گروه و نوازنده
101. ضبط تک ترانه بگو به باران اسفند ۱۳۹۷ نوازنده
102. تک ترانه ابرهای سوخته از گروه بدون مرز ۲۰۱۹ آهنگساز نوازنده تورنتو
103. تک ترانه فریاد آتش از آلبوم غبار و ماه گروه بدون مرز ۲۰۱۹ آهنگساز نوازنده تورنتو
104. پروژه East meeting west کنسرت بداهه نوازی تورنتو ۲۰۱۹
105. کنسرت گروه نواک در تورنتو ۲۰۱۸ نوازنده
106. کنسرت The journey notes of hope تورنتو ۲۰۱۸
107. کنسرت همنوازی به همراه امیر کوشکانی در موزه آقاخان تورنتو ۲۰۱۸ بدار نوازی
108. کنسرت گروه آوای شرقی همراه فریبا داوودی در تورنتو ۲۰۱۸
109. تکنوازی کمانچه بزرگداشت مولانا در تورنتو ۲۰۱۷
110. کنسرت همنوازی با امیر کوشکانی بزرگداشت مولانا موزه آقاخان ۲۰۱۷ تورنتو
111. کنسرت در فستیوال Small world music به همراه سلیمان واثقی تورنتو ۲۰۱۷
112. نوازنده سولیست و مهمان گروه دنگ شو در تورنتو ۲۰۱۷
113. کنسرت گروه عندلیب در فستیوال تیرگان تورنتو ۲۰۱۷
114. کنسرت بزرگداشت سعدی گروه بیدل و حسام الدین سراج شیراز ۲۰۱۷
115. نوازنده مهمان و سولیست کمانچه گروه چارتار تور کانادا تورنتو ونکوور مونترال وینیپگ کبک۲۰۱۶
116. نوازنده مهمان و سولیست کمانچه گروه چارتار تور کانادا تورنتو ونکوور مونترال وینیپگ کبک۲۰۱۹
117. مصاحبه با روزنامه اعتماد دربارهٔ پروژه موسیقی بدون مرز تهران ۱۳۹۷–۲۰۱۸
118. داوری مسابقات شبهای آواز تورنتو ۲۰۲۰
119. کنسرت گروه نواک در تورنتو ۲۰۲۰
120. اجرای زنده رونمایی آلبوم گذر از تاریکی به آهنگسازی رضا منبع چی در تورنتو کانادا ۲۰۲۰[۸]
121. آهنگسازی برای تیتراژ فستیوال تیرگان تورنتو ۲۰۲۰
122. کنسرت گروه شرقی به همراه مجید درخشانی تورنتو ۲۰۲۰
123. کنسرت گروه بوردرلس بند و فریبا داوودی تورنتو فستیوال تیرگان ۲۰۲۲
124. کنسرت بوردرلس بند و شهرام ناظری تورنتو فستیوال تیرگان ۲۰۲۲
125. کنسرت تلفیقی الکترونیک و کمانچه اسمال ورد میوزیک ۲۰۲۲
126. کنسرت گروه سرواد و مژگان شجریان بوستون آمریکا ۲۰۲۲
127. کنسرت برای کودکان جنگ تورنتو ۲۰۲۲
128. آهنگسازی آلبوم کاوه آینده ایران زن است خواننده فریبا داوودی ۱۴۰۱–۲۰۲۳
129. کنسرت آزاد به همراه گروه آوای شرقی و فریبا داوودی در تمپا و اورلاندو فلوریدا آمریکا ۲۰۲۳
130. کنسرت نوروز به همراه گروه آوای شرقی و فریبا داوودی هالیفکس کانادا ۲۰۲۳
131. کنسرت بوردرلس بند در ونکوور کانادا آپریل ۲۰۲۳
132. کنسرت سرواد و مژگان شجریان در سن خوزه کالیفرنیا آپریل ۲۰۲۳
133. کنسرت گروه سرواد و مژگان شجریان در کارولینای شمالی می ۲۰۲۳
134. کنسرت گروه سرواد و مژگان شجریان در آتلانتا می ۲۰۲۳
135. کنسرت گروه سرواد و مژگان شجریان در فستیوال تیرگان تورنتو جولای ۲۰۲۳
136. کنسرت گروه بوردرلس بند در فستیوال تیرگان تورنتو جولای ۲۰۲۳
137. کنسرت پروژه چهار باغ به همراهی احسان مطوری، راجیب کارمکار، و جرمی اسمیت در سیراکیوس نیویورک آمریکا سپتامبر۲۰۲۳
138. کنسرت در جشنواره Wold Culture Festival Washington D.C همراه با گروه Iranian Folk Orchestra  اکتبر ۲۰۲۳
139. کنسرت نوروزی همراهی گروه سرواد و استاد شهرام ناظری و Pacific Symphony در Orange County کالیفرنیا مارچ ۲۰۲۴[۹]
140. کنسرت گروه سرواد و استاد شهرام ناظری هیوستون آمریکا آپریل ۲۰۲۴
141. کنسرت گروه سرواد و استاد شهرام ناظری سانفرانسیسکو آپریل ۲۰۲۴
142. کنسرت گروه سرواد و استاد شهرام ناظری لوس آنجلس آپریل ۲۰۲۴
143. کنسرت گروه سرواد و استاد شهرام ناظری واشنگتن دی سی می ۲۰۲۴
144. کنسرت گروه سرواد و استاد شهرام ناظری ونکوور کانادا می ۲۰۲۴
145. کنسرت با همراهی گلرخ امینیان From the Caspian Sea to the Persian Gulf تورنتو اکتبر ۲۰۲۴
146. کنسرت موسیقی عربی و فارسی دیوان با همراهی گروه Music without Borders تورنتو اکتبر ۲۰۲۴
147. ضبط تصویری کنسرت موسیقی در شبکه صدای آمریکا برای نوروز ۱۴۰۴ واشنگتن دی سی فوریه ۲۰۲۵
148. آهنگسازی پادکست چای با بنفشه فصل سوم ویس و رامین مارچ ۲۰۲۵
149. تور کنسرتهای آمریکا (۸شهر) گروه سرواد با همراهی مهدیه محمدخانی و شاهرخ مشکین قلم (حافظ رهرو عشق)  می ۲۰۲۵
150. اجرای موسیقی زنده همراهی با میلاد باقری و گلرخ امینیان در رونمایی کتاب هفت پیکر و از هوس نامه تا وفا نامه بنفشه طاهریان جون ۲۰۲۵